# Зичиуйфалу
Зи́чиуйфалу (венг. Zichyújfalu [ˈziʧiuːjfɒlu]) — деревня в Венгрии, в медье Фейер, возле Секешфехервара.
Находится неподалёку от населённых пунктов Гардонь, Пустасабольч, Шерегейеш и Сабадедьхаза.
Максимальная высота местности — 125 метров.

## История
Первое письменное упоминание Зичиуйфалу датируется 1239 годом.

## Население
| Год  | Численность | Численность |
| ---- | ----------- | ----------- |
| 2018 | 919         | [ 9 ]       |
| 2021 | 869         | [ 10 ]      |
| 2022 | 836         | [ 11 ]      |
| 2023 | 877         | [ 12 ]      |
| 2024 | 854         | [ 4 ]       |

## Транспорт
У южной окраины деревни проходит железнодорожная линия, на которой устроена одноимённая станция.

## Галерея
|  |  |